# Arhopalus productus
Arhopalus productus är en skalbaggsart som först beskrevs av Leconte 1850.  Arhopalus productus ingår i släktet Arhopalus och familjen långhorningar.
Artens utbredningsområde är Honduras. Inga underarter finns listade.